# Lasioglossum albitarsoides
Lasioglossum albitarsoides är en biart som först beskrevs av Blüthgen 1931.  Lasioglossum albitarsoides ingår i släktet smalbin, och familjen vägbin. Inga underarter finns listade i Catalogue of Life.